# 田村浩子
田村 浩子（たむら ひろこ、1975年2月21日 - ）は、セント・フォースに所属していた日本のフリーアナウンサー。

## 来歴
群馬県藤岡市出身。立教大学文学部卒業。
大学を卒業後、1997年4月に静岡放送 (SBS) に入社。同期に元同局アナウンサーの林恵子がいる。
2001年3月に静岡放送を退社。同年4月にセント・フォース所属のフリーアナウンサーとなり、日本テレビのニュース専門チャンネルNNN24（後の日テレNEWS24）のキャスターに就任した。
2004年7月に結婚した後、2005年3月にNNN24のキャスターを降板した。

## 静岡放送時代の担当番組

### テレビ
- うわさ発見街道かわら版（1999年4月 - 1999年9月）
- SBSテレビ夕刊 Report 2000（『SBSテレビ夕刊』の週末版。2000年4月 - 2001年3月）
- SBS SPORTS & NEWS（2000年4月 - 2001年3月）
- SBSスポーツ熱風スタジアム（2000年4月 - 2001年3月）

### ラジオ
- さわやかワイド 青木輝のハッピーTODAY!（1997年4月 - 1999年3月）[4]
- トヨタ イブニングスポット[4]
- らじおの王様（1998年4月 - 1999年3月）
- バッキー＆ヒロコのハイスクールミッドナイトコレクション（1998年4月 - 1999年3月）
- 夕焼けワイド（1999年4月 - 2000年3月）
- 世界夢紀行（1999年10月 - 2000年3月）

## フリー転向後の担当番組
- アフタヌーンジャーナル24（NNN24） - キャスター
- ワールドウォッチ24（NNN24） - キャスター